# جاكوب سبراغ
جاكوب سبراغ (بالإنجليزية: Jacob Sprague)‏ هو لاعب اتحاد الرغبي أمريكي، ولد في 27 ديسمبر 1984.